# Genesis Live 1973-2007
Genesis Live 1973–2007 è un cofanetto CD-DVD del gruppo musicale britannico Genesis pubblicato dalla Virgin Records nel 2009.

## Descrizione
Il cofanetto raccoglie assieme tutti gli album dal vivo realizzati dai Genesis tranne l'ultimo, il doppio CD Live Over Europe 2007; la confezione fu tuttavia prodotta con uno spazio vuoto appositamente destinato a quell'album, che la produzione aveva scelto di non includere poiché uscito solo due anni prima e quindi già posseduto da molti dei potenziali acquirenti del box, per i quali avrebbe costituito un doppione: ciò fu espressamente indicato in una nota sulla scatola e giustifica anche gli anni del titolo, altrimenti inesatti dato che il contenuto per il resto si ferma al 1993.
A differenza di tutti i precedenti box della stessa serie, questo non include SACD e i DVD non contengono interviste al gruppo né altro materiale video, bensì solo missaggi in formato audio surround 5.1 a cura di Nick Davis, per giunta soltanto di tre album su cinque. Lo stesso Davis nelle note di copertina spiega l'assenza dei remix di Three Sides Live e The Way We Walk col fatto che i film omonimi sarebbero usciti nel medesimo formato audio di lì a poco, sul successivo e ultimo volume della serie: The Movie Box 1981-2007. Il DVD di Three Sides Live in particolare avrebbe incluso anche le tracce audio dei brani esclusi del tutto o in parte dal film (tranne il medley it/Watcher of the Skies, del 1976).
Ciascun album presenta qualche differenza, nel contenuto o nella confezione, rispetto a tutte le edizioni in CD reperibili fino a quel momento:
- Genesis Live (1973) contiene solo qui alcune bonus track registrate nel 1975 durante il tour di The Lamb Lies Down on Broadway;
- Seconds Out (1977), invariato nel contenuto musicale, è confezionato in un inedito formato a libretto, rilegato con copertina in cartone rigido;
- Three Sides Live (1982) consiste nella versione pubblicata all'epoca nel solo Regno Unito, ossia contenente altri tre brani dal vivo in luogo dei cinque in studio presenti invece sull'edizione uscita nel resto del mondo e già inclusi nel cofanetto Genesis 1976-1982 della stessa serie;
- The Way We Walk, rispetto ai due volumi pubblicati in due tempi nel 1992-93, presenta le tracce in un ordine differente che ricalca il film-concerto The Way We Walk - Live in Concert (con l'aggiunta quindi del brano: Turn It on Again) e sposta in coda tre brani invece assenti dal film omonimo, poiché tratti dall'Invisible Touch Tour del 1986-87.[1]

Un quinto CD-DVD di contenuti speciali dal titolo: Extra Tracks — Live at the Rainbow 1973 raccoglie la registrazione integrale di un concerto tenuto al Rainbow Theatre di Londra il 20 ottobre 1973, durante la tournée legata all'album Selling England by the Pound. Per i limiti di spazio del CD, tuttavia, i brani Watcher of the Skies e The Musical Box compaiono soltanto nel DVD.

## Tracce

### Genesis Live

#### CD
1. Watcher of the Skies – 8:35
2. Get'em Out by Friday – 9:13
3. The Return of the Giant Hogweed – 8:12
4. The Musical Box – 10:54
5. The Knife – 9:45
6. Back in N.Y.C. (*) – 6:11
7. Fly on a Windshield (*) – 2:54
8. Broadway Melody of 1974 (*) – 2:18
9. Anyway (*) – 3:33
10. The Chamber of 32 Doors (*) – 5:58

(*) Bonus tracks registrate nel 1975.

#### DVD
Stesse tracce del CD, in formato audio surround 5.1

### Seconds Out

#### CD 1
1. Squonk – 6:39
2. The Carpet Crawl – 5:27
3. Robbery, Assault & Battery – 6:02
4. Afterglow – 4:29
5. Firth of Fifth – 8:56
6. I Know What I Like – 8:45
7. The Lamb Lies Down on Broadway – 4:59
8. The Musical Box (Closing Section) – 3:18

#### CD 2
1. Supper's Ready – 24:33
2. Cinema Show – 10:58
3. Dance on a Volcano – 5:09
4. Los Endos – 6:20

#### DVD
Stesse tracce dei due CD, in formato audio surround 5.1

### Three Sides Live

#### CD 1
1. Turn It on Again – 5:16
2. Dodo – 7:19
3. Abacab – 8:47
4. Behind the Lines – 5:26
5. Duchess – 6:43
6. Me and Sarah Jane – 5:59
7. Follow You, Follow Me – 4:58

#### CD 2
1. Misunderstanding – 4:06
2. In The Cage (medley: Cinema Show / Slippermen) – 11:53
3. Afterglow – 5:14
4. One for the Vine – 11:04
5. The Fountain of Salmacis – 8:37
6. it / Watcher of the Skies – 7:22

### The Way We Walk

#### CD 1
1. Land of Confusion – 5:16
2. No Son of Mine – 7:05
3. Driving the Last Spike – 10:17
4. Old Medley – 19:33
5. Throwing It All Away – 6:01
6. Fading Lights – 10:55
7. Jesus He Knows Me – 5:23
8. Home by the Sea / Second Home by the Sea – 12:14

(*) Include accenni di That's All, Illegal Alien, Your Own Special Way, Follow You Follow Me e Stagnation.

#### CD 2
1. Hold on My Heart – 5:40
2. Domino – 11:21
3. The Drum Thing – 6:06
4. I Can't Dance – 6:55
5. Tonight, Tonight, Tonight – 3:35
6. Invisible Touch – 5:41
7. Turn It on Again – 6:57
8. Mama – 6:50
9. That's All – 4:59
10. In Too Deep – 5:36

### Extra Tracks —Live at the Rainbow 1973

#### CD
1. Dancing with the Moonlit Knight – 7:05
2. The Cinema Show – 11:05
3. I Know What I Like (In Your Wardrobe) – 5:23
4. Firth of Fifth – 8:33
5. More Fool Me – 3:24
6. The Battle of Epping Forest – 12:23
7. Supper's Ready – 23:42

Durata totale: 71:35

#### DVD
1. Watcher of the Skies – 8:01
2. Dancing with the Moonlit Knight – 7:05
3. The Cinema Show – 11:05
4. I Know What I Like (In Your Wardrobe) – 5:23
5. Firth of Fifth – 8:33
6. The Musical Box – 10:28
7. More Fool Me – 3:24
8. The Battle of Epping Forest – 12:23
9. Supper's Ready – 23:42

Durata totale: 90:04

## Musicisti
- Tony Banks — tastiere
- Phil Collins — batteria, percussioni, voce
- Mike Rutherford — chitarre, basso elettrico
- Peter Gabriel — voce, flauto, percussioni; in Genesis Live e Live at the Rainbow 1973
- Steve Hackett — chitarre; in Genesis Live, Seconds Out, Three Sides Live (CD 2 traccia 6) e Live at the Rainbow 1973
- Chester Thompson — batteria, percussioni; in Seconds Out, Three Sides Live e The Way We Walk
- Daryl Stuermer — chitarre, basso elettrico; in Three Sides Live e The Way We Walk
- Bill Bruford — batteria, percussioni; in Seconds Out (CD 2, traccia 1) e Three Sides Live (CD 2, traccia 6)